# 重新愛上你
《重新愛上你》（西班牙語：Todas las veces que nos enamoramos），是一部2023年Netflix原創西班牙浪漫喜劇影集。由卡洛斯·蒙特羅開創、《菁英殺機》的喬黎娜·阿莫羅斯和《青春叛逆歌》的佛朗哥·瑪西尼領銜主演。第一季於2023年2月14日在Netflix上映。2023年7月，Netflix宣布該劇已被取消。

## 劇情
2003年9月，伊琳娜來到馬德里，想要征服世界並成為一名電影導演。在那裡，她遇到一群好朋友和胡里歐，並成為她電影和生活中的完美主角。然而，自從他們相遇以來，伊琳娜和胡里歐就沒有停止過相愛、分手和試圖給彼此機會，他們終有一天會幸福嗎？

## 演員及角色

#### 主要角色
- 喬黎娜·阿莫羅斯 飾演 伊琳娜·拉瑪拉（Irene Lamala），來自卡斯特利翁，夢想是當一名電影導演。
- 佛朗哥·瑪西尼（西班牙语：Franco Masini） 飾演 胡里歐·梅拉（Julio Mera），阿根廷人，就讀法律系，但其實更適合當演員。
- 阿爾伯特·薩拉查（西班牙语：Albert Salazar） 飾演 費南多（Fernando "Fer"），伊琳娜在卡斯特利翁的男友。

#### 常設角色
- 卡洛斯·岡薩雷茲（Carlos González）飾演 達米安·「阿達」·羅德里格斯（Damián "Da" Rodríguez），男同志，伊琳娜的室友兼同學，有當編劇的天分。
- 布蘭卡·馬丁尼茲（Blanca Martínez）飾演 希美娜（Jimena），伊琳娜的室友兼同學。
- 蘿澤·維拉霍薩納（Roser Vilajosana）飾演 雅德莉娜（Adriana "Adri"），伊琳娜的室友兼同學，專業是攝影。
- 凱爾·史卡德（Kyle Scudder）飾演 麥特（Matt），伊琳娜的室友。
- 亞歷杭德羅·傑托（Alejandro Jato）飾演 岡薩洛（Gonzalo），胡里歐的同學。
- 希薇亞·亞布黎兒（英语：Silvia Abril） 飾演 翠妮（Trini），伊琳娜的媽媽。
- 奧斯卡·德拉·富恩特（英语：Óscar de la Fuente） 飾演 雷蒙·拉瑪拉（Ramón Lamala） ，伊琳娜的爸爸。
- 吉列爾莫·托雷多（英语：Willy Toledo） 飾演 帕布洛（Pablo），胡里歐的爸爸。
- 費爾南達·奧拉濟（Fernanda Orazi） 飾演 茱莉亞（Julia），胡里歐的媽媽，一名心理醫生。

## 集數

### 影集概覽
| 季數 | 集数 | 集数 | 上線日期      | 上線日期      |
| ---- | ---- | ---- | ------------- | ------------- |
| 1    | 8    | 8    | 2023年2月14日 | 2023年2月14日 |

### 第1季（2023年）
| 集數 （季） | 標題                                | 導演                               | 編劇                                                                                                | 上線日期      |
| --- | ----------------------------------- | ---------------------------------- | --------------------------------------------------------------------------------------------------- | ------------- |
| 1 | 相遇 Meet cute                      | 馬特奧·吉爾                        | 阿爾穆德納·歐卡納（Almudena Ocaña）、卡洛斯·蒙特羅和吉列爾莫·埃斯克里巴諾（Guillermo J. Escribano） | 2023年2月14日 |
| 伊琳娜為了實現成為一名導演的夢想而來到馬德里，她認識了阿達、雅德莉和希美娜。在一場電影首映會上，伊琳娜遇見了胡里歐，這是他們第一次相遇，而就在他們要回家的路上，發生了一場火車連環爆炸案，胡里歐和伊琳娜都受了傷。為了靜養，伊琳娜必須回卡斯特利翁的家休息一個月，這是他們第一次分開。 |                                     |                                    | |               |
| 2 | 夢遊 Sonámbulos                     | 馬特奧·吉爾                        | 卡洛斯·蒙特羅                                                                                       | 2023年2月14日 |
| 飽受爆炸案驚嚇後的伊琳娜又開始在半夜夢遊，母親不贊成她回去當導演寫劇本。阿達和希美娜說服她回馬德里，她又遇見了胡里歐。費爾發現女友出軌。時間來到18年後，胡里歐成了一名電影導演，但他的事業卻岌岌可危。                                                                                 |                                     |                                    | |               |
| 3 | 才華 Talento                        | 卡洛塔·佩雷達                      | 卡洛斯·蒙特羅                                                                                       | 2023年2月14日 |
| 伊琳娜執導的短片《相遇》正在找人試鏡。有一位《國家報》的記者來採訪他們三位爆炸案的受害者。胡里歐接到了知名導演羅曼諾的電影試鏡邀請。爆炸案讓胡里歐需要接受心理治療。 |                                     |                                    | |               |
| 4 | 忘了忘記 Se me olvidó que te olvidé | 卡洛塔·佩雷達                      | 卡洛斯·蒙特羅                                                                                       | 2023年2月14日 |
| 18年後，胡里歐因藥物過量而昏倒。伊琳娜把胡里歐的試鏡帶寄給羅曼諾導演，讓他順利出演電影。伊琳娜的短片終於要開拍，但結果不如預期。費爾搬到了馬德里。幾年後的伊琳娜和費爾訂婚了。 |                                     |                                    | |               |
| 5 | 此生不渝 Jamás. siempre, nunca      | 芭芭拉·法雷 （Bárbara Farré）      | 卡洛斯·蒙特羅和吉列爾莫·埃斯克里巴諾                                                                | 2023年2月14日 |
| 胡里歐為了拍戲而兩頭燒。阿達發現希美娜不可告人的祕密。羅曼諾導演一氣之下將胡里歐的戲份刪光。胡里歐以為費爾和伊琳娜復合了。 |                                     |                                    | |               |
| 6 | 夏令營 Campamento de verano         | 芭芭拉·法雷                        | 卡洛斯·蒙特羅                                                                                       | 2023年2月14日 |
| 伊琳娜、阿達和希美娜發現他們三人之間都有對方不知道的祕密。胡里歐的演藝生涯如日中天。希美娜終於向伊琳娜坦承一切。少了伊琳娜的胡里歐失去了活力，只能靠毒品來暫時逃離現實。 |                                     |                                    | |               |
| 7 | 實習生 Meritoria                    | 希內斯塔·金達爾（Ginesta Guindal） | 卡洛斯·蒙特羅和吉列爾莫·埃斯克里巴諾                                                                | 2023年2月14日 |
| 暑假過後，伊琳娜重返馬德里。胡里歐獲得難度更高的演出機會，讓他面臨新的挑戰。伊琳娜成為電影公司的實習生，兩人再度相遇。 |                                     |                                    | |               |
| 8 | 文字的力量 El poder de las palabras | 希內斯塔·金達爾                    | 卡洛斯·蒙特羅                                                                                       | 2023年2月14日 |
| 胡里歐終於說出心裡話，化解了他和伊琳娜之間的危機。 |                                     |                                    | |               |

## 製作
2022年4月，Netflix宣布了這部由卡洛斯·蒙特羅開創的新劇集，並確認喬黎娜·阿莫羅斯和佛朗哥·瑪西尼將領銜主演《重新愛上你》。本劇原名《Meet Cute》，後來在製作過程中更名為《Todas las veces que nos enamoramos》。
主體拍攝於2021年底開始在馬德里市區進行，取景地點包括聖亞納廣場。
第一集的劇情中重現了2004年的馬德里三一一連環爆炸案。

## 發行
2023年1月16日，Netflix發布了預告片並確認其首映時間為2023年2月14日。

## 外部連結
- 在Netflix上觀看《重新愛上你》
- 互联网电影数据库（IMDb）上《重新愛上你》的资料（英文）
- FilmAffinity上的《重新愛上你》（页面存档备份，存于）